# Y (Somme)
Y je francouzská obec v regionu Hauts-de-France a departementu Somme. Svým názvem se řadí mezi sídla světa s nejkratším názvem. Její obyvatelé sami sebe nazývají Ypsiloniens (muži) resp. Ypsiloniennes (ženy).

## Poloha
Nachází se ve východní části departementu na křižovatce silnic D15 a D615, 50 km východně od města Amiens. Během první světové války se tudy prohnala fronta a vesnice byla zničena. Mezi místní pamětihodnosti patří kostel svatého Medarda z 19. století, který byl restaurován po skončení války po roce 1918.

## Partnerská města
- Llanfairpwllgwyngyllgogerychwyrndrobwllllantysiliogogogoch, Wales